# Natação no Campeonato Mundial de Esportes Aquáticos de 2024 - 400 m medley feminino

A prova dos 400 metros medley feminino da natação no Campeonato Mundial de Esportes Aquáticos de 2024 foi realizada no dia 18 de fevereiro de 2024 em Doha, no Catar.

## Formato da competição
A competição consiste em duas rodadas: eliminatórias e final. As nadadoras com as 8 melhores tempos nas baterias preliminares avançam a final. Desempates (swim-offs) são utilizados conforme necessário para quebrar os empates de avanço a próxima rodada.

## Cronograma
Todos os horários estão na hora local (UTC+3).
| Data            | Hora  | Evento        |
| --------------- | ----- | ------------- |
| 18 de fevereiro | 09:50 | Eliminatórias |
| 18 de fevereiro | 20:19 | Final         |

## Recordes
Antes desta competição, os recordes mundiais e do campeonato nesta prova eram os seguintes:
| Tipo                  | Atleta          | Tempo     | Local   | Data                |
| --------------------- | --------------- | --------- | ------- | ------------------- |
|                       | Summer McIntosh | 4m 25s 87 | Toronto | 1 de abril de 2023  |
| Recorde do campeonato | Summer McIntosh | 4m 27s 11 | Fukuoka | 30 de julho de 2023 |

## Medalhistas
| Ouro                         | Prata                       | Bronze                   |
| Freya Colbert · Grã-Bretanha | Anastasia Gorbenko · Israel | Sara Franceschi · Itália |

## Resultados

### Eliminatórias
Esses foram os resultados das eliminatórias. A prova foi realizada no dia 18 de fevereiro com início às 09:50.
| Pos. | Bateria | Raia | Nadadora              | Nacionalidade  | Tempo   | Notas |
| ---- | ------- | ---- | --------------------- | -------------- | ------- | ----- |
| 1    | 2       | 7    | Tessa Cieplucha       | Canadá         | 4:40.80 | Q     |
| 2    | 2       | 2    | Anja Crevar           | Sérvia         | 4:41.11 | Q     |
| 3    | 3       | 4    | Freya Colbert         | Grã-Bretanha   | 4:42.33 | Q     |
| 4    | 2       | 5    | Cyrielle Duhamel      | França         | 4:42.68 | Q     |
| 5    | 3       | 6    | Anastasia Gorbenko    | Israel         | 4:42.79 | Q     |
| 6    | 2       | 6    | Ichika Kajimoto       | Japão          | 4:42.85 | Q     |
| 7    | 2       | 3    | Boglárka Kapás        | Hungria        | 4:43.53 | Q     |
| 8    | 2       | 4    | Sara Franceschi       | Itália         | 4:43.61 | Q     |
| 9    | 3       | 2    | Lilla Bognar          | Estados Unidos | 4:44.22 |       |
| 10   | 3       | 5    | Ella Jansen           | Canadá         | 4:44.93 |       |
| 11   | 3       | 0    | Kristen Romano        | Porto Rico     | 4:45.78 |       |
| 12   | 2       | 8    | Mao Yihan             | China          | 4:46.88 |       |
| 13   | 3       | 1    | Kayla Han             | Estados Unidos | 4:47.12 |       |
| 14   | 3       | 7    | Agostina Hein         | Argentina      | 4:47.45 |       |
| 15   | 3       | 8    | Gabrielle Roncatto    | Brasil         | 4:48.44 |       |
| 16   | 3       | 9    | Zuzanna Famulok       | Polónia        | 4:48.53 |       |
| 17   | 2       | 1    | Kamonchanok Kwanmuang | Tailândia      | 4:49.11 |       |
| 18   | 2       | 0    | Xiandi Chua           | Filipinas      | 4:51.01 |       |
| 19   | 3       | 3    | Kiah Melverton        | Austrália      | 4:53.82 |       |
| 20   | 1       | 4    | Gwinn Applejean       | Taipé Chinesa  | 5:00.08 |       |
| 21   | 1       | 3    | Karin Belbeisi        | Jordânia       | 5:20.71 |       |
| –    | 1       | 5    | Nikoleta Trníková     | Eslováquia     | DNS     | DNS   |

### Final
A final foi realizada em 18 de fevereiro às 20:19.
| Pos.              | Raia | Nadadora           | Nacionalidade | Tempo   | Notas            |
| ----------------- | ---- | ------------------ | ------------- | ------- | ---------------- |
| Medalha de ouro   | 3    | Freya Colbert      | Grã-Bretanha  | 4:37.14 |                  |
| Medalha de prata  | 2    | Anastasia Gorbenko | Israel        | 4:37.36 | Recorde nacional |
| Medalha de bronze | 8    | Sara Franceschi    | Itália        | 4:37.86 |                  |
| 4                 | 5    | Anja Crevar        | Sérvia        | 4:38.93 |                  |
| 5                 | 1    | Boglárka Kapás     | Hungria       | 4:39.78 |                  |
| 6                 | 6    | Cyrielle Duhamel   | França        | 4:41.95 |                  |
| 7                 | 4    | Tessa Cieplucha    | Canadá        | 4:43.02 |                  |
| 8                 | 7    | Ichika Kajimoto    | Japão         | 4:43.61 |                  |

Legenda
| Recorde mundial       | Recorde mundial (World record)               |                       | Recorde africano                      | Recorde africano (African) |                                           | Q | Classificado por posição (Qualified) |
| Recorde do campeonato | Recorde do campeonato (Championship record)  | Recorde da América    | Recorde da América (Americas)         | q                          | Classificado por melhor tempo (Qualified) |   |                                      |
| Melhor marca do ano   | Melhor marca do ano (World leading)          | Recorde asiático      | Recorde asiático (Asian)              | DNS                        | Não largou (Did not start)                |   |                                      |
| Recorde nacional      | Recorde nacional (National record)           | Recorde europeu       | Recorde europeu (European)            | DNF                        | Não terminou (Did not finish)             |   |                                      |
| Recorde pessoal       | Recorde pessoal do atleta (Personal best)    | Recorde da Oceania    | Recorde da Oceania (Oceania)          | DSQ / DQ                   | Desclassificado (Disqualified)            |   |                                      |
| Recorde da temporada  | Recorde da temporada do atleta (Season best) | Recorde sul-americano | Recorde sul-americano (South America) | NM                         | Sem marca (No mark)                       |   |                                      |